# The Mirror (album de Ja Rule)
Pour les articles homonymes, voir The Mirror.
Albums de Ja Rule
Exodus
(2005) Icon
(2012)
Singles
1. Uh-Ohhh!
Sortie : 1er août 2007
2. Body
Sortie : 20 septembre 2007

The Mirror est une mixtape de Ja Rule, diffusée en téléchargement libre à partir du 31 juillet 2009.

## Liste des titres
| No  | Titre                                                         | Contient un (des) sample(s) de | Durée |
| --- | ------------------------------------------------------------- | ------------------------------ | ----- |
| 1.  | Intro                                                         |                                | 1:47  |
| 2.  | Skit                                                          |                                | 0:06  |
| 3.  | Message to Mankind                                            |                                | 2:22  |
| 4.  | Uh-Ohhh!! (featuring Lil Wayne – Produit par Minnesota)       |                                | 3:48  |
| 5.  | Body (featuring Ashley Joi – Produit par 7 Aurelius)          |                                | 3:48  |
| 6.  | Sunset (featuring Game et Stefani – Produit par Scott Keeney) |                                | 3:56  |
| 7.  | 300 (featuring Newz, Tre et Merc Montana)                     |                                | 4:57  |
| 8.  | Enemy of the State (Produit par Chink Santana)                |                                | 3:53  |
| 9.  | Ladies (Produit par Erick Sermon)                             |                                | 5:02  |
| 10. | Father Forgive Me (Produit par 7 Aurelius)                    | Eleanor Rigby des Beatles      | 3:29  |
| 11. | Judas                                                         |                                | 4:07  |
| 12. | Damn (Produit par Rick Steel)                                 |                                | 4:36  |
| 13. | The Mirror (Pain is Love)                                     |                                | 4:05  |
| 14. | Something New (featuring Vita)                                |                                | 4:34  |
| 15. | Rules of Engagement                                           |                                | 2:17  |
| 16. | It's All Hood Now                                             |                                | 4:39  |
| 17. | Katt Williams (Skit)                                          |                                | 0:43  |
| 18. | Hear Say                                                      |                                | 4:11  |
| 19. | Sing a Prayer 4 Me (Produit par Chink Santana)                |                                | 4:22  |

| 20. | Free (featuring Ashley Joi) | Every Little Thing She Does Is Magic de Police | 4:01 |
| 21. | Style on 'Em                |                                                | 4:29 |